# Махајана сутре
Махајана сутре је широки жанр будистичких светих списа (сутра), који су прихваћени као канонски и будавакана („будина реч“) Махајана. Били су записани из 1. века п. н. е. Засновани на канону раних будистичких списа (Пали канон) написани на Пали језику, збирке текстова Махајана Сутре назива се и санскритским каноном. Већина ових списа изворно је написана на Санскрт језику или БХС (будистички хибридни санскрт). Они чине основу за различите школе махајанског будизма, с тим што одређене сутре чине основу за поједине школе; на пример Лотос сутра за ничирен будизам, срце сутра и дијамант сутра за Чан и Зен будизам, и три чисте земље сутре за будизам чисте земље.
Научници модерних будистичких студија углавном сматрају да су се те сутре почеле појављивати између 1. века. п. н. е. и 1. века. н. е. Наставили су да их састављају и уређују све до пропадања будизма у Индији. Неки од њих су вероватно састављени и изван индије, као на пример у средњој и источној Азији.
Махајански будисти обично сматрају неколико главних Махајана сутри које је подучавао Сидарта Гаутама, посвећен памћењу посебно га је рецитовао његов ученика, Ананда. Међутим, друге Махајана сутре представљене су као да их уче друге фигуре, као што су Бодхисатви, попут Манјусри и Авалокитешвара. Постоје различити разлози које су индијски будисти Махајана навели како би објаснили чињеницу да су се појавили тек касније. Један од таквих разлога био је тај што су били скривени у земљи Нага (змијска божанства, змајеви) док није стигло право време за њихово ширење.
Махајана сутре нису прихватили сви будисти у Индији, а разне индијске будистичке школе нису се сложиле око њиховог статуса „речи Буде”. Модерна школа Теравада их обично не прихвата као Будину реч.